# Chiesa dei Santi Gregorio e Valentino
La chiesa dei Santi Gregorio e Valentino si trova in via Pallotta a Caldarola, provincia di Macerata.
È un edificio a navata unica con cappelle laterali e presbiterio; l'aula è interamente intonacata e tinteggiata; sulle pareti laterali scorre il cornicione interno con modanature in stucco e con decorazioni dipinte. L'altare maggiore, monumentale il legno policromo con dorature, contiene la tela raffigurante i santi Gregorio e Valentino.
Sulle pareti del coro, compresi dentro due nicchie vi sono due monumenti funebri dedicati uno a Varino Favorino e l'altro a Ludovico Clodio. La realizzazione di questi due monumenti è da ascrivere al gusto neo-romantico che animò il conte Pallotta.
La cappella del Rosario conserva il dipinto a olio della Madonna del Rosario attribuita ad G. A. De Magistris. La figura della Vergine è sul trono cilindrico con portamento regale, la veste dorata e la tunica stellata. Il Bambino si muove e benedice con infantile tenerezza mentre i santi sono vigorosi nel movimento. La scena è completata dagli angeli che portano il trono. Le numerose rappresentazioni della Madonna del Rosario con i Misteri intorno (che troviamo a Valcimarra, Pievefavera, Croce e Vestignano) sono dovute all'istituzione della festa del Rosario fatta in seguito alla vittoria di Lepanto del 1571.
I dipinti sulle pareti della cappella, rappresentano l'opera ultima del pittore Augusto (fra Paolo) Mussini. Lo schema decorativo è quello dei Misteri dolorosi, gaudisi e gloriosi ed è costituito da fasci decorativi di rose che, da otto antichi vasi posti a due a due, alle basi degli angoli, salgono al soffitto, girano sugli archi e si ricongiungono a ghirlanda sorretta da quattro angeli e dai festoni si dilatano su un cielo luminoso, frastagliato di candide nubi.
I Misteri dolorosi, in basso, sullo stilobate, sono simboleggiati da un fregio di figure terrene e celesti che esprimono dolore nella tonalità rossa che richiama il sangue della passione. Seguono i Misteri gaudiosi simboleggiati dal giallo ove si immergono figure di angeli luminosi vaganti nel cielo sempre più incorporei. I Misteri gloriosi sono ridati da una visione luminosa con una miriade di putti in movimenti arditi e dai visi sorridenti che esprimono la gloria dei cieli. 
Il crocifisso dell'altare del SS. Sacramento di epoca tardo rinascimentale, fu donato da Giovanni Barlesi.
In occasione del restauro effettuato per la riparazione dei danni causati dal sisma del 1997 sono stati restaurati il monumento funebre dedicato a Ludovico Clodio in seguito al danneggiamento della parete che lo contiene, così come la cappella dipinta dal Mussini, il retablò ligneo dell'altare maggiore e la cappella del SS Sacramento.

## Storia

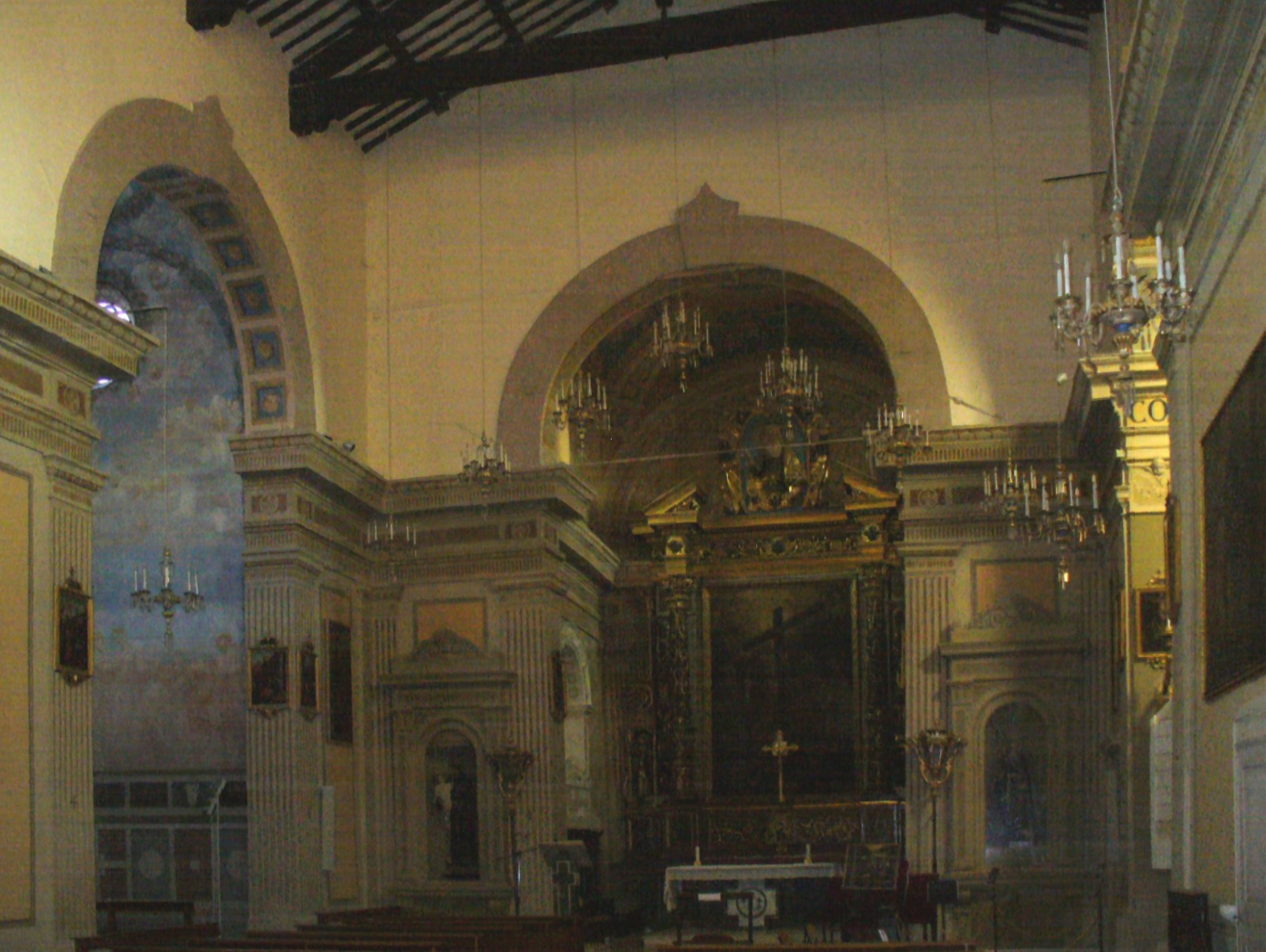
Interno della chiesa.

Fu fatta costruire dal cardinale Evangelista Pallotta nei primi anni del XVII secolo forse sulle stesse rovine della chiesa di San Gregorio della Vigna fondata dai Longobardi verso la fine dell'VIII secolo.
Il cardinale Evangelista Pallotta ed il fratello Martino dopo aver acquistato gran parte del “castrum vetus” e demolito gran parte delle costruzioni presenti compresa la chiesa vecchia dedicata a san Gregorio, si adoperarono per l'edificazione della loro dimora signorile e dello stupendo parco ad essa accluso. 
Ai primi anni del XVII secolo dovrebbe risalire il disegno contenuto nel foglio V dell'Archivio Pallotta relativo alla progettazione della piazza di San Gregorio. Tale area dal perimetro rigorosamente regolare venne delimitata in alto dal fianco della chiesa ed in basso dalla parete della casa di Ser Gianicola, il cui spigolo risulta allineato con l'angolo della torre campanaria, mentre il “risalto che fa la cappella e sagrestia” di San Gregorio suggerisce il limite destro della piazza, il cui confine sinistro viene definito dal tracciato della strada principale. L'asse che congiunge “il risalto” della cappella e della sacrestia con la casa di Ser Gianicola delimita anche il lato perimetrale del nuovo sito da “incasarsi” che risulta naturalmente rettangolare e confinante con due strade parallele. Il criterio con cui viene ricavato quest'ultimo volume risulta degno di rilievo derivando le sue dimensioni e la forma della pianta dallo sviluppo ortogonale dei tracciati viari e risultando pertanto completamente subordinato ad essi.
Il modo di procedere riflette esattamente le impostazioni proprie dell'urbanistica sistina nella quale la strada assume funzione di asse di collegamento tra monumenti o aree di particolare importanza all'interno della città ed in cui l'edificio perdendo il suo significato di struttura autonoma acquisisce valore solo in virtù del suo essere rapportato alla strada o alla piazza.
L'idea di Evangelista Pallotta di trasferire all'esterno del più antico nucleo abitato gli edifici più importanti della vita religiosa e civile si manifestò continuamente nelle vicende storico-urbanistiche di Caldarola sia che riguardasse le strutture funzionali della vita associata che le chiese di San Martino o di San Gregorio.
Notizie particolari sulla situazione di Caldarola del XVI secolo si possono ottenere da un rapporto fatto dall'allora vescovo di Camerino Girolamo Vitale De Buoi, che, nel 1581-1582 compì una visita pastorale per tutte le chiese della diocesi. Egli arrivò a Caldarola proveniente da Camporotondo; una fra le prime tappe fu la chiesa di San Gregorio, a quel tempo la chiesa più importante del paese, ovvero quella a cui era stato concesso di avere fonte battesimale. 
L'atto notarile più antico riguardante Caldarola è un testamento datato 25 gennaio 1389, registrato nel volume degli atti di Venanzo di Accurimbona, con lasciti alle chiese di San Martino e San Gregorio. Mentre in un atto del notaio Mariano Massiotti del 1º settembre 1527, si parla del palazzo comunale e della chiesa di San Gregorio. Quindi nella piazza del castello vecchio detta del comune si affacciavano la chiesa di San Gregorio e il palazzo comunale.
Nei primi anni del XVII secolo venne riorganizzata l'area che circondava la nuova chiesa di San Gregorio. Questa, secondo quanto riferisce il Caramelli, venne costruita nella sua attuale sede per volontà del cardinale Evangelista Pallotta che avendo acquistato la vecchia chiesa dedicata a San Gregorio situata sulla sommità del colle nel castro vecchio, s'impegnò con atto del 30 ottobre 1603 a trasferire le funzioni di Parrocchia alla nuova chiesa, a sue spese. In quella data la chiesa doveva essere in costruzione o forse già completata. Infatti a metà dell'anno seguente l'arciprete di San Gregorio, durante la seduta del Consiglio si fece portavoce del desiderio del cardinale di non far più seppellire i parrocchiani di San Gregorio in San Martino. Quindi qui fu riunito il culto di due santi, quello di san Gregorio e di san Valentino che in precedenza aveva a Colle Antico un edificio ad esso dedicato.

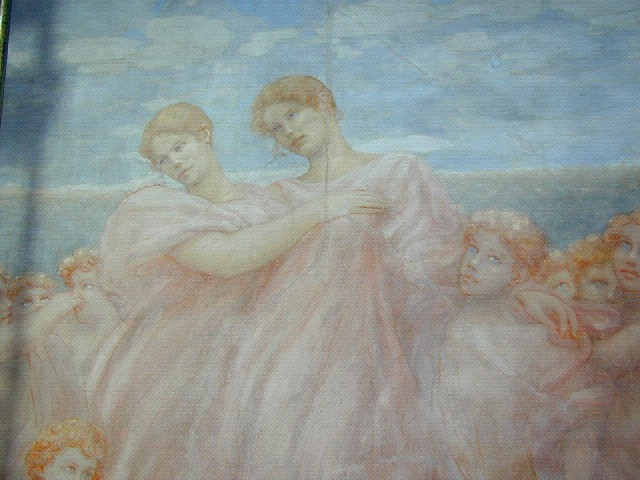
Particolare della fascia dei Misteri dolorosi nella cappella del Rosario. Affreschi di Augusto (fra Paolo) Mussini. 1918.

Per quanto riguarda l'interno della chiesa, l'aula è interamente intonacata e tinteggiata, sulle pareti laterali, scorre il cornicione interno con modanature in stucco e con decorazioni dipinte. 
Per quanto riguarda l'altare maggiore, monumentale il legno policromo con dorature contiene la tela raffigurante i santi Gregorio e Valentino.
Sulle pareti del coro, compresi dentro due nicchie vi sono due monumenti funebri dedicati uno a Varino Favorino e l'altro a Ludovico Clodio. La realizzazione di questi due monumenti è da ascrivere al gusto neo-romantico che animò il conte Pallotta.
La cappella del Rosario conserva il dipinto a olio della Madonna del Rosario attribuita ad G. A. De Magistris. La figura della Vergine è sul trono cilindrico con portamento regale, la veste dorata e la tunica stellata. Il Bambino si muove e benedice con infantile tenerezza mentre i Santi sono vigorosi nel movimento. La scena è completata dagli angeli che portano il trono. Le numerose rappresentazioni della Madonna del Rosario con i Misteri intorno (che troviamo a Valcimarra, Pievefavera, Croce e Vestignano) sono dovute all'istituzione della festa del Rosario fatta in seguito alla vittoria di Lepanto del 1571.
I dipinti sulle pareti della cappella, rappresentano l'opera ultima del pittore Augusto (fra Paolo) Mussini. Lo schema decorativo è quello dei Misteri dolorosi, gaudisi e gloriosi ed è costituito da fasci decorativi di rose che, da otto antichi vasi posti a due a due, alle basi degli angoli, salgono al soffitto, girano sugli archi e si ricongiungono a ghirlanda sorretta da quattro angeli e dai festoni si dilatano su un cielo luminoso, frastagliato di candide nubi.
I Misteri dolorosi, in basso, sullo stilobate, sono simboleggiati da un fregio di figure terrene e celesti che esprimono dolore nella tonalità rossa che richiama il sangue della passione. Seguono i Misteri gaudiosi simboleggiati dal giallo ove si immergono figure di angeli luminosi vaganti nel cielo sempre più incorporei. I Misteri gloriosi sono ridati da una visione luminosa con una miriade di putti in movimenti arditi e dai visi sorridenti che esprimono la gloria dei cieli. 
Il Crocifisso dell'altare del SS. Sacramento di epoca tardo rinascimentale, fu donato da Giovanni Barlesi.
In occasione del restauro effettuato per la riparazione dei danni causati dal sisma del 1997 sono stati restaurati il monumento funebre dedicato a Ludovico Clodio in seguito al danneggiamento della parete che lo contiene, così come la Cappella dipinta dal Mussini, il retablò ligneo dell'altare maggiore e la cappella del SS. Sacramento.